# Norra Vi kyrka
Norra Vi kyrka är en kyrkobyggnad i Ydre kommun som tillhör Norra Ydre församling i Linköpings stift. Kyrkan ligger 15 kilometer sydväst om Kisa vid sjön Sommens sydligaste spets.

## Kyrkobyggnaden
Åtminstone två tidigare kyrkor har funnits på platsen. Äldsta kyrkan var troligen en träkyrka som brann ned på 1200-talet eller 1300-talet. Därefter uppfördes en kyrka av sten. Om den kyrkan hade torn är okänt, men klockorna hängde i en fristående klockstapel. Vid en biskopsvisitation dömdes medeltidskyrkan ut. Nuvarande kyrkobyggnad uppfördes 1771-1774 av murmästare Måns Månsson och byggmästare Petter Andersson från Linköping. Grundstenen för denna byggnad lades hösten 1769 med tal av Lars Kraft (1730–1797). Den nybyggda kyrkan invigdes 1 januari 1775 av kyrkoherden Lars Kraft i Norra Vi församling. 
Det Ribbinghofska gravkoret och delar av den södra väggen bevarades från den medeltida kyrkan. Inga större förändringar ägde rum på 1800-talet, eventuellt tillkom nuvarande fönster då. Åren 1922-1924 genomfördes en renovering av exteriör och interiör under ledning av arkitekt Melchior Wernstedt. Bänkarna byggdes om och vapenhuset försågs med målningar.
Kyrkan består av ett rektangulärt långhus med ett tresidigt kor i öster. I norr ligger en sakristia och i söder ett mindre gravkor i två våningar. I väster finns kyrktornet som har flervånig huv med lanternin. Långhuset täcks av ett mansardtak medan sakristian har ett valmat sadeltak. Huvudingången ligger i väster och går genom tornet. Sidoingångar finns mitt på långhusets norra och södra sida.
Kyrkorummet har ett trägolv som ligger högre upp i koret. Innertaket har ett tunnvalv av trä. Ovanför tornporten sattes en brun marmortavla upp med kungens namn i förgyllda bokstäver, landshövding, biskop och prästerskaps namn och åren för byggnadens uppförande och fullbordande i samband med invigningen, skänkt av Kraft.
I anslutning till den medeltida stenkyrkan uppfördes vid sekelskiftet 1700 ett gravkor i söder av landshövdingen i Gävleborgs län och generalmajoren Axel von Schaar (1641–1702) på Ribbingshov. Detta Schaariska eller Ribbingshofska gravkoret har en speciell utformning med två våningar, varav den övre är öppen mot kyrkorummet. Då kyrkan uppfördes på 1770-talet återanvändes detta äldre gravkor. Den närbelägna byggnaden Ribbingshov som under 1600-talet uppfördes för Märta Ribbing och under sekelskiftet 1600-1700 ombyggdes av Axel von Schaar fick i stort sitt nuvarande yttre utseende vid en ombyggnad i början av 1800-talet. Ribbingshov var socknens största gård och ägarna till Vi eller Ribbingshovs säteri tilldelades patronatsrätt 1689. Patronatsrätten upphörde 1921.

## Inventarier
- Dopfunten från 1600-talet härstammar från den äldre kyrkan. Funten är av trä och har skulpterade vinrankor.
- Altartavlan skildrar Kristi himmelsfärd och är av en okänd mästare. Skänktes av Patronus, majoren och riddaren Frederich Ridderborg "med egen inscription på Swensk vers" 1774. Han skänkte även ett Antependium av sidentyg med broderat guld och silver, ett Kalkkläde. Allt värt 1500 Daler (silver)Riksmynts värde (133 651 skr. i dagens penningvärde).
- Predikstolen vid kyrkorummets norra sida med uppgång från sakristian skänktes 1646 av Märta Ribbing i Ribbingshov. Predikstolens korg och ryggstycke är tillverkade 1790.
- I tornet hänger två kyrkklockor. Storklockan är från 1688. Lillklockan omgöts år 1774 av Elias Fries Thoresson i Jönköping.[3]
- Generalmajor Axel von Schaars rikt dekorerade kopparsarkofag i gravkoret i söder.

### Orgel
- Den tidigare positivet köptes in 1732 från Rumskulla kyrka.
- 1734 köptes ett orgelverk från Kisa kyrka som Lars Solberg (orgelbyggare) satte upp i kyrkan. År 1773 var det förlorat.[4]
- 1793 byggde Pehr Schiörlin, Linköping, ett nytt orgelverk med 11 stämmor och orgeln byggs om av Sven & Erik Nordström i Eksjö 1884.
- En ny pneumatisk orgel tillkom 1924 av Carl Axel Lund, Linköping. Fasaden är från 1793 års orgel. 1957 omdisponerades den av Olof Rydén, Stockholm och 1968 av Gunnar Carlsson, Borlänge.

| Huvudverk I         | Öververk II   | Pedal         | Koppel    |
| Principal 8’        | Rörflöjt 8’   | Subbas 16’    | I/P       |
| Gedakt 8’           | Salicional 8’ | Kvintadena 4’ | II/P      |
| Oktava 4’           | Principal 4’  | Mixtur 3 kor  | II/I      |
| Flauta Octaviant 4’ | Echoflöjt 4’  | Basun 16'     | I 4'/I    |
| Rörkvintadena 4'    | Waldflöjt 2'  |               | II 16'/II |
| Qvinta 2 2⁄3’       | Kvinta 1 1⁄3' |               |           |
| Oktava 2'           | Oktava 1'     |               | II 4'/P   |
| Ters 1 3⁄5'         | Tremulant     |               |           |
| Mixtur 3 kor        |               |               |           |
| Trumpet 8'          |               |               |           |

- Den nuvarande orgeln är från 1990-talet.

## Bildgalleri.

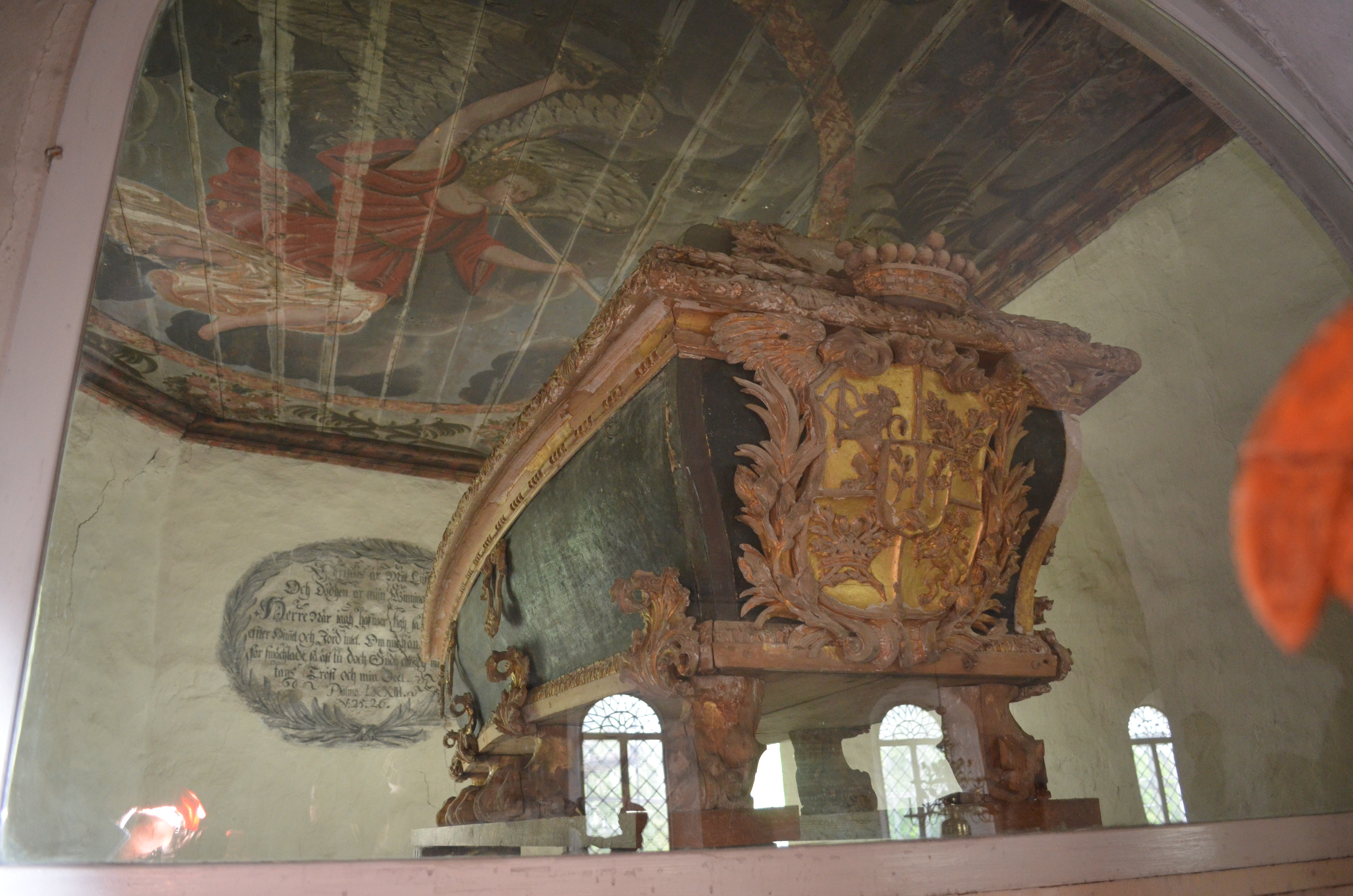
Ribbinghofska gravkoret
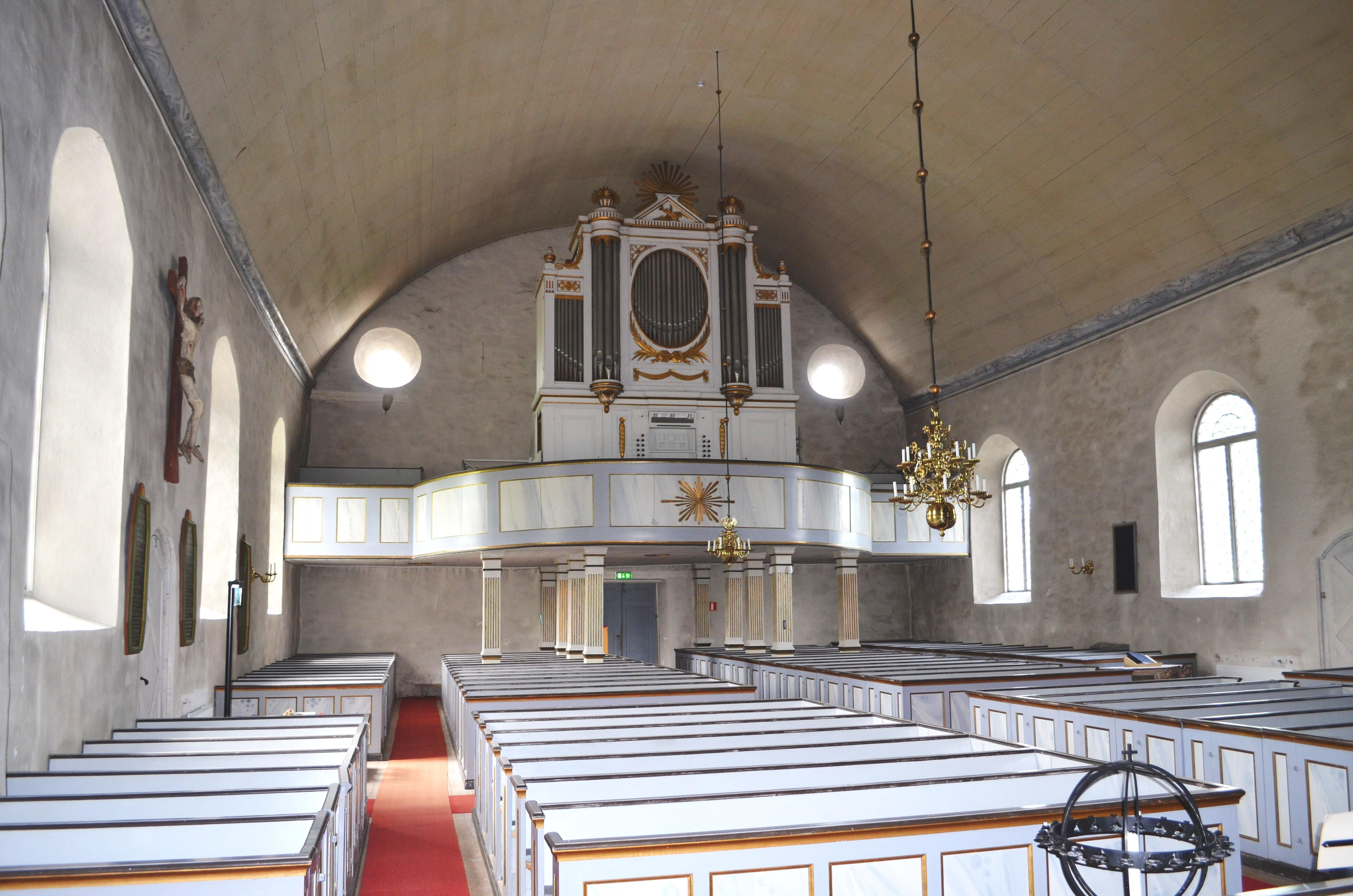
Norra Vi kyrkas orgelläktare
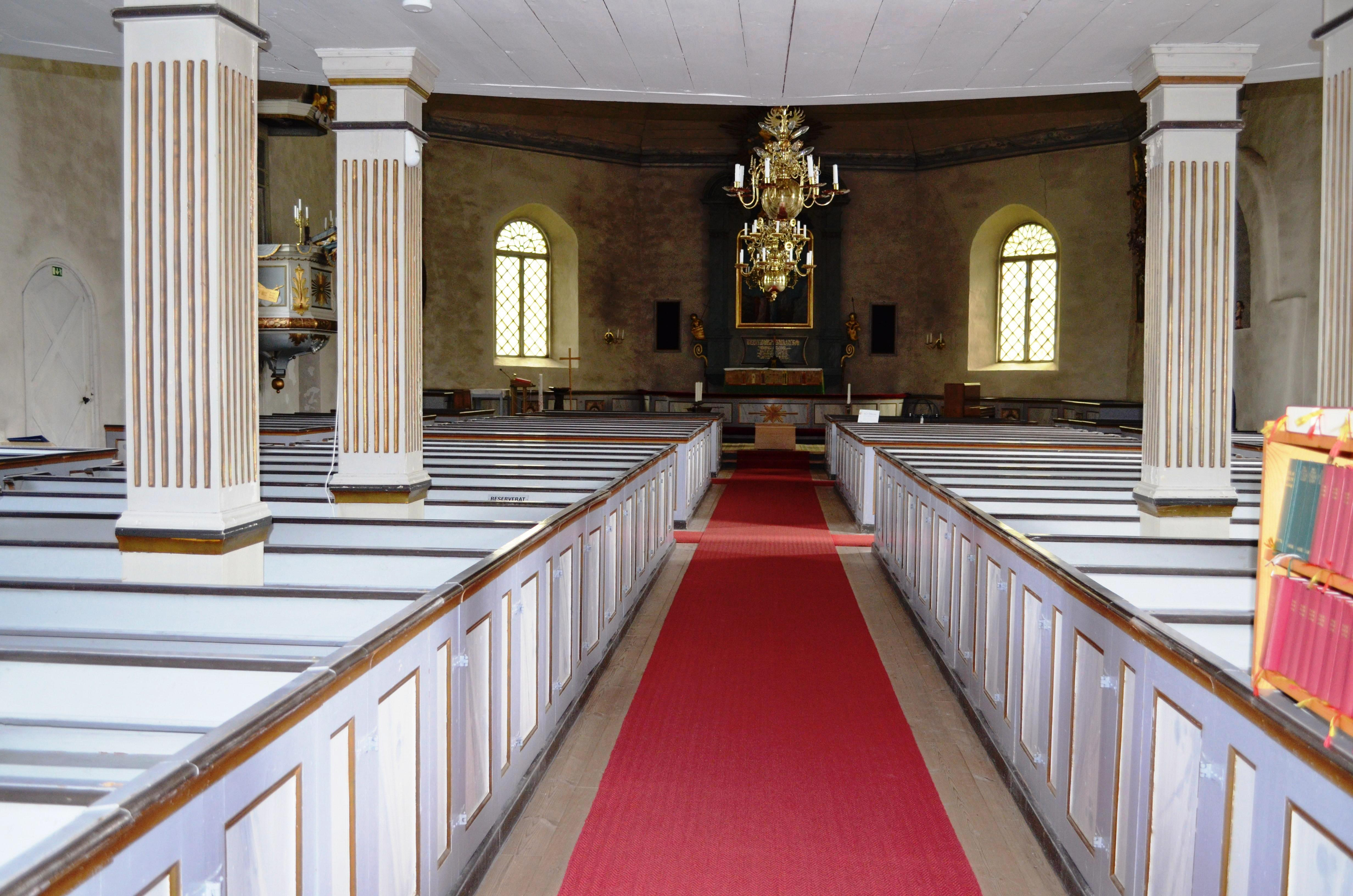
Norra Vi kyrkas kyrksal
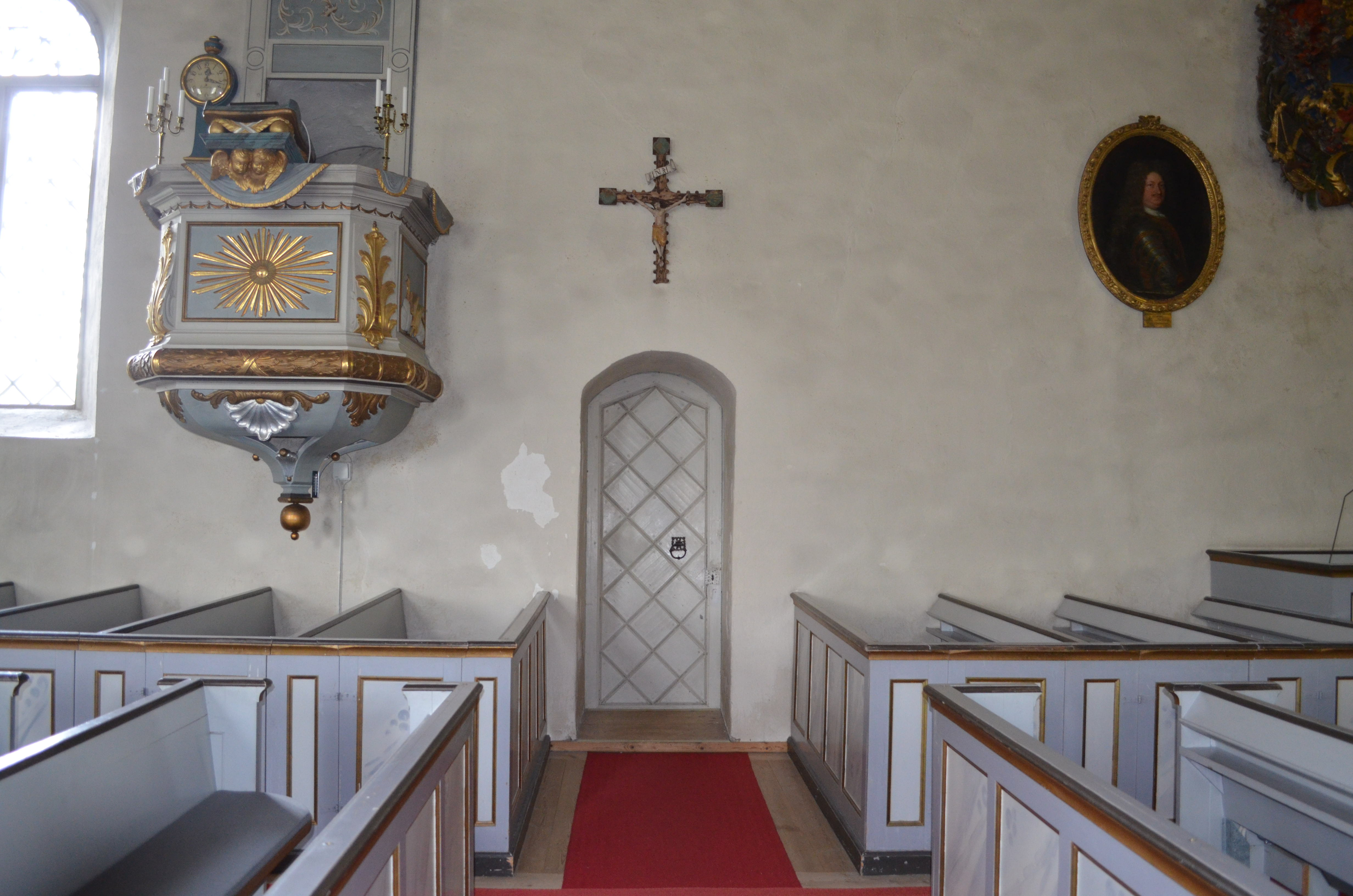
Norra Vi kyrkas predikstol